# XyMTeX
{\displaystyle {\mathsf {X\!\!^{{}_{{}^{\displaystyle \Upsilon }}}\!\!\!\!\!\!\;\;M\!\!\!\!\;\;T\!_{\displaystyle E}\!X}}} (in testo semplice scritto come XyMTeX) è un pacchetto di macro per TeX o LaTeX (linguaggio di descrizione testi, molto usato in ambito scientifico) che permette la rappresentazione di diagrammi chimici o formule chimiche di alta qualità in maniera semplice.

## Esempi
I codici seguenti (a destra) producono il risultato:
| Codice | Render                                                 |
| --- | ------------------------------------------------------ |
| \documentclass{article} \usepackage{xymtex} \pagestyle{empty} \begin{document} \cyclohexanev{ 2SA==H; 2SB==NH2; 3Sd==OH; 3Su==H } \end{document} | Risultato dalla renderizzazione del codice inserito... |
| \documentclass{article} \usepackage{xymtex} \pagestyle{empty} \begin{document} \furanose{ 1Sa==H; 2Sb==H; 2Sa==OH; 3Sb==H; 3Sa==OH; 4Sa==H; 4Sb==HOC\rlap{H$_{2}$}; 1Sb==\fiveheterov[bd]{ 1==N;2==N;4==N } {1==(yl);3==CONH$_{2}$} } \end{document} | Risultato dalla renderizzazione del codice inserito... |
| La seguente sintesi della saccarina è stata realizzata con XyMTeX v. 5.00a: \documentclass{article} \usepackage{xymtexpdf} \usepackage{chmst-pdf} \pagestyle{empty} \begin{document} \begin{ChemEqnarray*} && \bzdrv[l]{2==;3==\squareplanar{4==(yl);0==S;% 2==NH$_{2}$;3D==O;1D==O}}\qquad \qquad \reactrarrow{40pt}{2cm}{2 KMnO$_{4}$}{NaOH} \bzdrv[l]{2==\dimethylenei{2==O$^{-}$Na$^{+}$}% {1D==O;1==(yl)};3==\squareplanar{4==(yl);0==S;% 2==NH$_{2}$;3D==O;1D==O}}\qquad \qquad \begin{tabular}[b]{l} + 2 KOH \\ + 2 MnO$_{2}$\\ + H$_{2}$O \end{tabular} \\ \noalign{\vskip20pt} && \qquad \reactrarrow{40pt}{2cm}{HCl conc.}{} \nonaheterov[dfh]{1==S;2==N;1==\RightAtomBond(20,30)% {7D==O};1==\LeftAtomBond(20,30){7D==O}}{2==H;3D==O} \end{ChemEqnarray*} \end{document} | Risultato dalla renderizzazione del codice inserito... |